# Ipomoea preauxii
Ipomoea preauxii är en vindeväxtart som beskrevs av Philip Barker Webb. Ipomoea preauxii ingår i släktet praktvindor, och familjen vindeväxter. Inga underarter finns listade i Catalogue of Life.